# Демократическая партия (Люксембург)
Демократическая партия (ДП) (люкс. Demokratesch Parteii, фр. Parti démocrate, нем. Demokratesch Partei) — либеральная центристская партия Люксембурга. Одна из трёх основных партий страны, придерживается правоцентристских взглядов, умеренных либеральных рыночных позиций в сочетании с сильным акцентом на права и свободы человека и гражданина и интернационализма. Основана в 1955 году.
Партия часто входила в качестве младшего партнёра правящей коалиции с Христианско-социальной народной партией. Её лидер в 1970-х годах Гастон Торн был единственным с 1945 года премьером не из христианских-социалистов. Партия входит в Либеральный Интернационал и Альянс либералов и демократов за Европу. Партия была одной из самых влиятельных либеральных партий в Европе, благодаря своей силе, регулярному участию в правительстве, важной роли в международных организациях, и личным качествам своего лидера Гастона Торна.
Лидер партии с 2025 года Кэрол Хартманн.